# Râul Mateiașul Mare
Râul Mateiașul Mare este un curs de apă, unul din cele două brațe care formează Râul Mateiașul